# Enizemum flavimarginatum
Enizemum flavimarginatum là một loài tò vò trong họ Ichneumonidae.